# 王征南墓志銘
王征南墓誌銘（おうせいなんぼしめい）は、黄宗羲が書き残した墓誌銘。

## 概説
王征南は内家拳の他に弓術もこなした明軍の武官で、明末の1617年に生まれ、清初の1669年に亡くなった人物。
やがて、王征南は明朝が滅亡すると清朝に仕えることを嫌い、隠居して失意のうちに亡くなったといわれている。この生涯に同じ志を持った黄宗羲が共感し、墓誌銘を書き記した。
黄宗羲は明末・清初の大学者として知られ、「考証学」の祖で、近代になって「中国のルソー」と呼ばれるようになった人である。
墓誌銘には内家拳の創始者とされている張三丰について記されている。

## 解説
最初に少林は拳法を持って天下に有名になったが、搏人つまり主動的に人を攻撃することを重んじている。内家拳は静を重んじ、静をもって動を制するものであるとして、少林寺で修行した張三丰をたたえ、少林寺は外家に至ったとしながら、その術は精であり、張三丰は既に少林において文武を極めており、後にこれを改編編成して内家と命名した。その内家を得た高手は十分少林に勝ると記している。
次に、太極拳の祖といわれる張三丰が王征南の師であるとして、内家拳の伝授系譜を記している。張三丰は、湖北の武当山に至ると、そこは天の柱のような峰が奥深く静まり返り、しかも清冽であり、中でも3つの峰がずば抜けていて、青々として素晴らしいものであったなどと記している。
その後は王征南の志や武伝を記している。王征南はその拳法をもって守衛・衛兵・武術の教師に勝った。王征南の拳法においてつぼを撃つ点穴術を重要としており、それを使用して悪少年に罰を与えたなどと記している。

## 原文
```
（作者黄宗羲）
　少林以拳勇名天下，然主於搏人，人亦得以乘之。有所謂内家者，以靜制動，犯者應手即仆，故別少林為外家。蓋起於宋之張三峰。三峰為武當丹士，徽宗召之，道梗不得進，夜夢玄帝授之拳法，厥明以單丁殺賊百餘。
　三峰之術，百年以後，流傳於陝西，而王宗為最著。温州陳州同從王宗受之，以此教其郷人，由是流傳於温州。嘉靖間，張松溪為最者。松溪之徒三四人，而四明葉継美近泉為之魁。由是流傳於四明。四明得近泉之傳者，為呉崑山、周雲泉、單思南、陳貞石、孫継槎，皆各有授受。崑山傳李天目、徐岱嶽，天目傳余波仲、呉七郎、陳茂弘。雲泉傳盧紹岐。貞石傳董扶輿、夏枝溪。継槎傳柴玄明、姚石門、僧耳、僧尾。而思南之傳，則為王征南。
　思南從征關白，歸老於家，以其術教授，然精微所在，則亦深自秘惜，掩關而理，學子皆不得見。征南從樓上穴板窺之，得梗概。思南子不肖，思南自傷身後莫之經紀。征南聞之，以銀巵數器，奉為美檟之資。思南感其意，始盡以不傳者傳之。
　征南機警，得傳之後，絶不露圭角，非遇甚困則不發。嘗夜出偵事，為守兵所獲，反接廊柱，數十人轟飲守之。征南拾碎磁，偸割其縛，探懐中銀，望空而擲。數十人方爭攫，征南遂逸出。數十人追之。皆殕地，匍匐不能起。行數里，迷道田間，守望者又以賊也，聚衆圍之。征南所向，衆無不受傷者，歳暮獨行，遇營兵七八人，挽之負重。征南苦辭求免，不聽。征南至橋上，棄其負。營兵抜刀擬之。征南手格，而營兵自擲仆地，鏗然刀墮，如是者數人。最後取其刀投之井中，營兵索綆出刀，而征南之去遠矣。
　凡搏人者，皆以其穴。死穴，暈穴，唖穴，一切如銅人圖法。有惡少侮之者，為征南所撃。其人數日不溺，踵門謝過，始得如故。牧童竊學其法，以撃伴侶，立死。征南視之，曰：「此暈穴也，不久當甦。」已而果然。
　征南任俠，嘗為人報讎，然激於不平而後為之。有與征南久故者，致金以讎其弟。征南毅然絶之曰：「此以禽獸待我也。」
　征南名來咸，王氏，征南其字也。自奉化來鄞。祖宗周，父宰元，母陳氏。世居城東之車橋，至征南而徙同嶴。少時，隸盧海道若騰。海道較藝給糧，征南嘗兼數人，直指行部。征南七矢破的，補臨山把總。錢忠介公建鉞，以中軍統營事，屡立戰功，授都督僉事、副總兵官。事敗，猶與華兵部勾致島人，藥書往復。兵部受禍，讎首未懸，征南終身菜食以明此志，識者哀之。
　征南罷事家居，慕其才藝者，以為貧必易致，營將皆通慇懃，而征南漠然不顧，鋤地擔糞，若不知己之所長，有易於求食者在也。一日，過其故人，故人與營將同居，方延松江教師，講習武藝。教師倨坐彈三絃，視征南麻巾縕袍若無有。故人為言征南善拳法，教師斜盼之曰：「若亦能此乎？」征南謝不敏。教師軒衣張眉曰：「亦可小試之乎？」征南固謝不敏。教師以其畏己也，強之愈力。征南不得已而應。教師被跌，請復之，再跌，而流血被面，教師乃下席，贄以二縑。
　征南未嘗讀書，然與士大夫談論，則蘊藉可喜，了不見其為麤人也。余弟晦木，嘗掲之見錢牧翁，牧翁亦甚奇之。當其貧困無聊，不以為苦，而以得見牧翁，得交余兄弟，沾沾自喜，其好事如此。
　余嘗與之入天童，僧山燄有膂力，四五人不能掣其手，稍近征南，則蹶然負痛。征南曰：「今人以内家無可炫耀。於是以外家攙入之，此學行當衰矣！」因許叙其源流。
　忽忽九載。征南以哭子死，高辰四状其行，求余誌之，余遂叙之於此，豈時意之所及乎！生於年某年丁巳三月五日，卒於某年己酉二月九日，年五十三。娶孫氏，子二人。夢得，前一月殤；次祖徳。以某月某日葬於同嶴之陽。
　銘曰：有技如斯，而不一施，終不鬻技，其志可悲。水淺山老，孤墳孰保？視此銘章，庶幾有考。
```